# Конецпольский, Станислав
Станислав Конецпольский (пол. Stanisław Koniecpolski; 9 февраля 1591, Конецполь — 11 марта 1646, Броды) — польский военный и государственный деятель из рода Конецпольских, один из крупнейших полководцев своего времени.
Великий коронный гетман Речи Посполитой (1632—1646 годы), польный гетман коронный (1618—1632 годы), воевода сандомирский (1625—1633 годы), каштелян краковский (1633—1646 годы), староста велюнский (с 1607 года), жарновецкий (с 1611 года), барский (с 1623 года), бытовский (с 1638 года), буский, переяславский, плоскировский, стрыйский и ковельский. По некоторым сведениям, в 1637 году вместе с сыном возведён Фердинандом ІІІ в княжеское достоинство Священной Римской империи.

## Биография
Родился в семье Александра Конецпольского, серадзского воеводы, и Анны Срочицкой. Источники расходятся в отношении времени рождения: Британская энциклопедия пишет о 1591 годе, тогда как Польский биографический словарь указывает 1593 или 1594 год. В 1603 году был с братом Яном Пшедбором записан в Краковскую академию. В 1606 году был с отцом на сейме, однако с началом окрытого рокоша был отправлен домой. На следующий год Александр Конецпольский назначил сына велюньским старостой.
В 1610 году Пшедбор и Станислав Конецпольские присоединились к осаде Смоленска, в которой участвовали под началом Яна Потоцкого. В июне 1611 года, во время штурма Смоленска, Пшедбор был ранен и вскоре умер. Похоронив брата в Конецполе, Станислав вернулся в расположение армии и под командованием короля Сигизмунда принял в 1612 году участие в неудачном походе на Москву. По возвращении из этого похода присоединился со своей хоругвью к войскам гетмана Жолкевского на Украине и быстро сумел завоевать расположение командира, получив в 1615 году право на независимые действия против бывших союзников под командованием Яна Карвацкого. В том же году женился на дочери Жолкевского Катажине и, по-видимому, благодаря протекции тестя получил чин подстолия коронного. Хотя Катажина через полтора года после свадьбы умерла вместе с новорождённым сыном, Конецпольский сохранил после её смерти хорошие отношения с Жолкевским и в 1617 году принял участие в его переговорах в Буше с Искандер-пашой. Позже был отправлен королём в Житомирскую комиссию для ведения переговоров с казаками, а в апреле 1618 года, также, вероятно, благодаря протекции Жолкевского, получил булаву гетмана польного коронного.
Осенью 1618 года вместе с Жолкевским Конецпольский участвовал в неудачном походе на Оринин. На следующий год на Раставице снова участвовал в переговорах с казаками, а затем был отправлен охранять границы с Силезией и Венгрией. Летом 1620 года вернулся на Украину, чтобы принять участие в походе Жолкевского в Молдавию. В Цецорской битве, командуя правым флангом, продемонстрировал личную отвагу и лидерские качества. Когда в польском войске началась паника, Конецпольский с небольшим количество сохранивших дисциплину подразделений сумел защитить обоз от захвата врагом. 6 октября, когда турки нанесли решающий удар по лагерю, он снова храбро сражался, но при попытке переправиться через Днестр был захвачен в плен молдаванами и затем передан туркам. В начале был личным пленником Искандер-паши, а после его смерти гетмана перевезли в Стамбул, где содержали в Семибашенном замке. Освобождён в 1623 году, вернулся в Польшу в апреле того же года.
Поскольку после смерти Жолкевского не был назначен новый гетман великий коронный, руководство обороной границ Речи Посполитой от турок и татар легло на Конецпольского, и в июле он разместил штаб-квартиру в Трембовле. В феврале 1624 года разбил большой отряд татар у Шманьковиц. В начале лета на Подолию пришёл с большими силами сам Кантемир-мурза; Конецпольский, не имея достаточно сил для открытого боя, пропустил татар вглубь страны, но на обратном пути атаковал их под Мартыновом и разбил, освободив множество пленников, угоняемых в ясырь. В 1625 году назначен сандомирским воеводой. В этом качестве вёл боевые действия против объединённых сил реестровых казаков и запорожцев, пытаясь принудить их признать польский сюзеренитет. Не сумев добиться целей военной силой, вступил в переговоры и в ноябре на Куруковском озере заключил новое соглашение с реестровыми казаками, получив от них клятву верности польской короне в обмен на увеличение привилегий. В 1626 году, во время очередного татарского набега, пытался повторить манёвр двухлетней давности, но на этот раз не преуспел, и значительная часть татарского войска вернулась в Крым с богатой добычей.
В том же году шведские войска вторглись в Королевскую Пруссию, бывшую польским владением. Королю Швеции Густаву Адольфу удалось захватить ряд восточнопоморских городов. Сигизмунд III собирался отправить на войну со шведами королевича Владислава, но Конецпольский с помощью своего зятя Каспера Денгофа убедил короля, что является лучшим кандидатом. Он прибыл к театру военных действий в ноябре и после нескольких неудачных попыток отбить у шведов захваченные города отправился в Торунь на сейм, чтобы лично проследить за приготовлениями к кампании. В начале 1627 года гетман начал постепенно возвращать потерянные земли. В апреле он освободил Пуцк, а затем заставил капитулировать под Хаммерштейном свежие части, прибывшие из Германии. В июле польские части заняли Гнев, а в августе под Тчевом состоялось первое генеральное сражение между войсками Густава Адольфа и Конецпольского. Хотя в битве не было явного победителя, обе стороны понесли ощутимые потери, а стратегически гетману удалось выполнить главную задачу — не допустить шведов к Гданьску.
Нехватка денег на содержание войск заставила Конецпольского в 1628 году перейти к оборонительным действиям. Он старательно перенимал шведскую тактику, всё больше полагаясь на действия пехоты и фортификационные укрепления, и успешно отстоял город Нове. Однако нежелание сейма выделять средства на войну заставило его обратиться к королю с призывом уладить дело со шведами путём переговоров. Тем не менее боевые действия продолжались, и в 1629 году польские войска были усилены частями имперской армии численностью в несколько тысяч солдат под командованием Ганса Георга фон Арнима. Поначалу отношения между двумя полководцами не сложились, но в июне они совместными усилиями одержали важную победу над шведской кавалерией под Тшцяно.
После подписания в сентябре Альтмаркского перемирия Конецпольского снова отправили на юго-восток страны, где началось казацкое восстание Федоровича. Туда же было переброшено Кварцяное войско. Во время проигранной битвы под Корсунем Конецпольского не было с войсками — он в этот момент находился в Баре. Вернувшись в армию, он атаковал казаков в Переяславе, но после безуспешной трёхнедельной осады был вынужден пойти на мировую, в очередной раз подтвердив положения Куруковского договора. Эти события убедили Конецпольского, что лучший способ сохранять контроль над казаками — это исправно платить им жалование и наладить хорошие отношения с православными-дизунитами.
В апреле 1632 года, за несколько дней до смерти Сигизмунда III, тот назначил Конецпольского гетманом великим коронным, а также своим душеприказчиком. В этом качестве гетман присутствовал на конвокационном сейме, будучи одним из самых влиятельных на тот момент магнатов Речи Посполитой. Согласно шведским источникам, Конецпольский первоначально предполагал поддержать на конвокации королевича Александра, но в итоге отдал свою поддержку Владиславу, ставшему королём под именем Владислава IV. Весной 1633 года Владислав сам возглавлял польские войска под Смоленском, доверив управление страной Конецпольскому и примасу Яну Венжику, но в конце весны гетман снова отправился на юго-восток, где разбил татарское войско в сражении у Сасова Рога. Осенью того же года ему пришлось оборонять рубежи Речи Посполитой от большой османской армии под командованием Абаза-паши. Отразив турецкую атаку укреплённого лагеря близ Каменца-Подольского, гетман затем организовал преследование османской армии и не позволил ей занять ни одну из приграничных крепостей, вынудив уйти домой. Почти весь следующий год Конецпольский прождал нового турецкого вторжения, но после известий о заключении польско-русского мира и переброске войск на Украину Порта предпочла заключить перемирие.
В 1635 году Конецпольский организовал строительство на Днепре крепости Кодак, которая должна была облегчить контроль за действиями казаков. Летом он отправился в Королевскую Пруссию следить за приготовлениями к войне со шведами, однако, будучи сторонником мирного разрешения этого конфликта, приветствовал подписание Штумсдорфского перемирия. Это позволило гетману вернуться на Украину, где к этому моменту казаки разрушили так и не достроенный Кодак. Восстановление крепости потребовало значительного времени и денег. На следующий год в результате конфликта между крымскими и буджакскими татарами последние обратились за защитой к Польше. Конецпольский, увидев в этом возможность установить контроль над Крымом, выступил за союз с Буджакской ордой, но к моменту, когда ему удалось организовать встречу её представителей с королём, буджакское войско было полностью разбито. В 1637 году, во время очередного казацкого восстания, Конецпольский не смог командовать войсками, так как был болен. Вместо него командование осуществлял гетман польный Потоцкий. Конецпольский настаивал на суровых репрессиях против семей восставших и уничтожении их имущества. После разгрома восстания сейм в 1638 году по его требованию принял закон о лишении казаков вольностей, низводя их до положения крестьян.
Болезнь Конецпольского затянулась, не позволив ему участвовать в подавлении казацких выступлений в 1638 году. Вместо этого он пребывал в центре страны, участвуя в сеймах и наблюдая за европейской политикой. Действия королевских министров гетман воспринимал с нескрываемым скептицизмом и не отказывал себе в критике, когда они приводили к дипломатическим осложнениям. Учреждение ордена Непорочного зачатия он также не одобрил и отказался принять этот орден в награду.
Вернувшись в восточную часть страны, Конецпольский продолжал готовиться к войне с турками, но, согласно Польскому биографическому словарю, в эти годы его больше занимало управление собственными поместьями. В его владениях в Западной Украине к этому времени проживали более 100 тысяч человек. Гетман одновременно был носителем званий воеводы и старосты ряда разных регионов и городов, включая Бар и Ковель. Свою основную резиденцию он устроил в Бродах, где построил новый замок по новоголландской системе, также укрепив весь город. Ещё одна резиденция находилась в Подгорцах, где инженерами Бопланом и дель Аквой был также построен укреплённый ренессансный замок. В 1643 году в Подгорцах Конецпольский основал шёлковую мануфактуру. В его владениях было налажено также производство златотканой материи по турецким образцам.
В январе 1644 года польские земли в очередной раз подверглись татарскому набегу. На этот раз гетман хорошо подготовился к нападению и разбил татар в битве под Охматовом. Эта победа усилила сторонников большого похода против турок и татар с участием Речи Посполитой и её союзников в Европе, в том числе Венецианской республики. Размах королевских планов, включавших поход на Стамбул и освобождение балканских славян от османской власти, Конецпольский воспринял сдержанно: с его точки зрения, Польше следовало заключить военный союз с Русским царством и ограничиться установлением контроля над Крымом (возможно, с его дальнейшей передачей Москве) и нейтрализацией татарских набегов. Свои идеи он представил сейму в 1646 году.

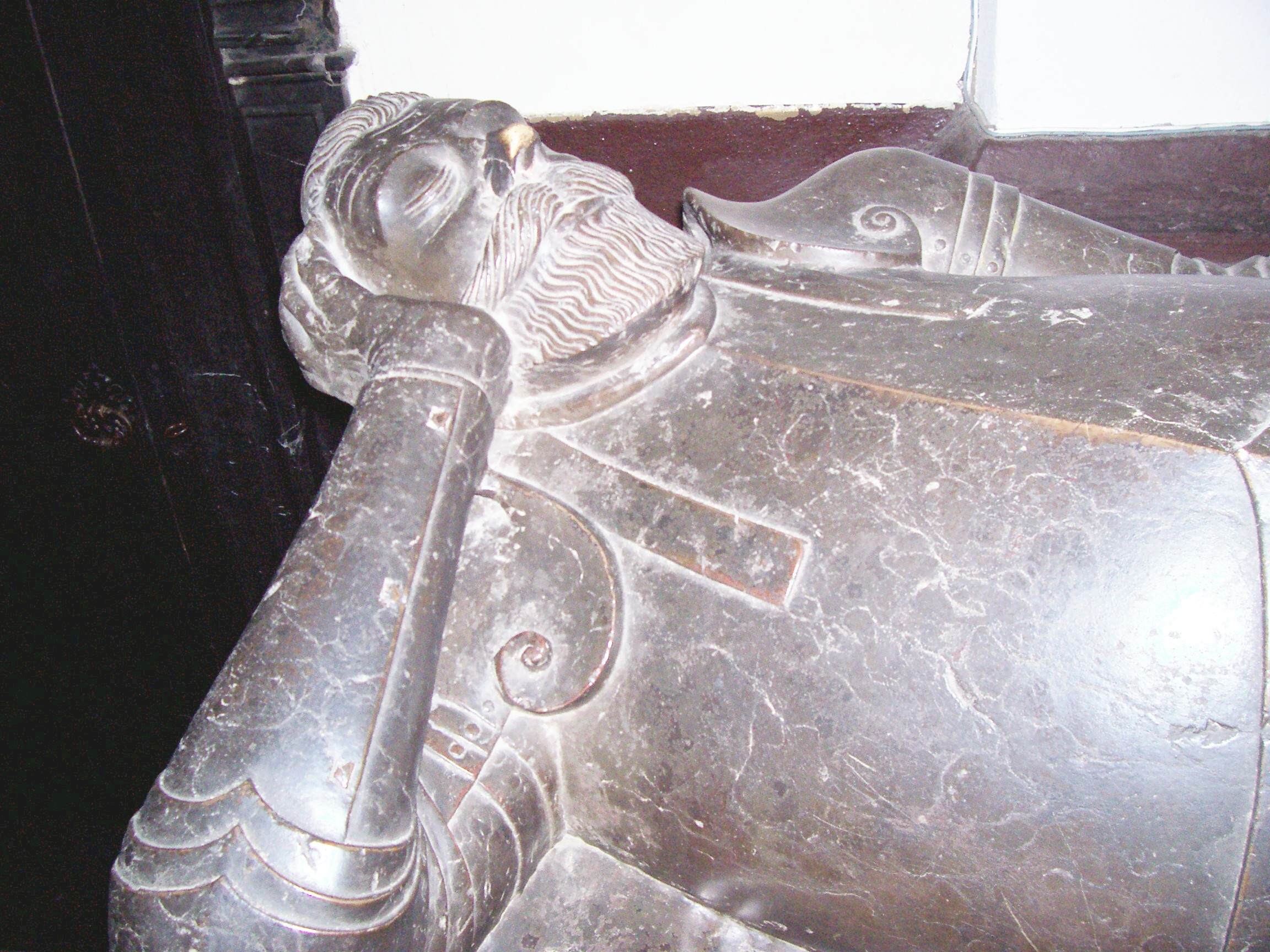
Эффигия Станислава Конецпольского в Церкви Святой Троицы в Конецполе

В 1645 году скончалась вторая жена Конецпольского Кристина, с которой он жил в браке с 1619 года. Вскоре гетман начал ухаживать за Зофьей Опалиньской, сестрой познанского воеводы Кшиштофа Опалиньского. Свадьба состоялась 16 января, но уже 11 марта Конецпольский внезапно умер в своём имении в Бродах (причиной смерти его биограф называет stranguria suffocatus). Похоронен там же.

## Семья
Был трижды женат:
- в 1615 году на Катарине Жолкевской, дочери великого гетмана коронного Станислава Жолкевского;
- после смерти Катарины Жолкевской, при родах в 1619 году, вторично в 1620 году женился на Кристине Любомирской (умерла 1645), дочери старосты сандомирского Себастьяна Любомирского, от брака с которой имел единственного сына Александра (1620—1659), занимавшего ряд государственных должностей Речи Посполитой.
- в 1646 году после смерти своей второй жены Кристины Любомирской и за два месяца до собственной — на Софье Людвике Опалинской (умерла 1657 году), дочери воеводы познанского Петра Опалинского.